# Юттеноффен
Юттеноффен (фр. Uttenhoffen) — коммуна на северо-востоке Франции в регионе Гранд-Эст (бывший Эльзас — Шампань — Арденны — Лотарингия), департамент Нижний Рейн, округ Агно-Висамбур, кантон Рейшсоффен. До марта 2015 года коммуна административно входила в состав упразднённого кантона Нидербронн-ле-Бен (округ Агно).
Площадь коммуны — 1,95 км², население — 176 человек (2006) с тенденцией к росту: 187 человек (2013), плотность населения — 95,9 чел/км².

## Население
Население коммуны в 2011 году составляло 178 человек, в 2012 году — 182 человека, а в 2013-м — 187 человек.
| 1962 | 1968 | 1975 | 1982 | 1990 | 1999 | 2006 | 2008 | 2011 | 2012 | 2013 |
| ---- | ---- | ---- | ---- | ---- | ---- | ---- | ---- | ---- | ---- | ---- |
| 144  | 150  | 144  | 173  | 166  | 176  | 176  | 171  | 178  | 182  | 187  |

Динамика населения:

## Экономика
В 2010 году из 130 человек трудоспособного возраста (от 15 до 64 лет) 107 были экономически активными, 23 — неактивными (показатель активности 82,3%, в 1999 году — 76,2%). Из 107 активных трудоспособных жителей работал 101 человек (56 мужчин и 45 женщин), 6 числились безработными (трое мужчин и три женщины). Среди 23 трудоспособных неактивных граждан 3 были учениками либо студентами, 14 — пенсионерами, а ещё 6 — были неактивны в силу других причин.